# Gymnopilus unicolor
Gymnopilus unicolor là một loài nấm thuộc họ Cortinariaceae.